# ليلي (ألبوم يونا)
ليلي (بالإنجليزية: Nocturnal)‏ هو الألبوم الرابع في الاستوديو والألبوم الدولي الثاني للمغنية وكاتبة الأغاني والممثلة الماليزية يونا. تم إصداره في 29 أكتوبر 2013 بواسطة Verve Records. سبق الألبوم إصدار الأغنية المنفردة الرئيسية "Rescue"، والتي تم إصدارها في 27 أغسطس 2013. ظهرت Nocturnal لأول مرة وبلغت ذروتها في المرتبة 27 على مخطط ألبومات Billboard Heatseekers.

## قائمة الأغاني
1. Falling (هبوط)
2. Mountains (الجبال)
3. Rescue (ينقذ)
4. Lights and Camera (الأضواء والكاميرا)
5. Lovely Intermission (استراحة جميلة)
6. Someone Who Can (شخص يستطيع)
7. I Want You Back (إريدك أن تعود)
8. Come Back (عد)
9. Colors (الألوان)
10. I Wanna Go (أريد أن أذهب)
11. Escape (يهرب)

### مسارات إضافية للإصدار الفاخر[1]
1. Hanging On (معلقًا)
2. Bravest Everything (أشجع كل شيء)
3. Call Everyone (اتصل بالجميع)